# 釋摩訶衍論
『釋摩訶衍論』（しゃくまかえんろん）は、秦姚（ようしん：後秦384-417）の伐提摩多（ばつだいまた）による漢訳とも記され、『大乗起信論』に対する註釈書であり、大乗もしくは密教の龍樹菩薩の著作とされている。全十巻。如来蔵思想と阿頼耶識との結合を図ったものとされている。

## 撰述問題
本書は、龍樹作と伝えられているが、夙にその偽作説が唱えられており、日本の淡海三船が龍樹に仮託した偽書として厳しく批判した。最澄や安然も偽作説を支持している。
このように伝来当時の日本でも偽書ではないかと論争が起き、その事実を知っていたはずの空海は本論を度々引用している。
仏教学者の石井公成は、『釈論』には元暁（ウォニョ）や義湘（ウィサン）の影響があり、また本文に変格漢文が見られることを指摘し、新羅撰述であるとする説を主張している。

## 真言教学との関係
真言教学史では特に重視されてきた。これは弘法大師空海がこの論の中にある密教の要素に着目し、顕教と密教との峻別のための典拠としたことによる。空海が真言密教の体系化に本論を用いたことによって、本覚思想が密教とともに進展した。